# Akademickie (Bydgoszcz)
Akademickie – osiedle Bydgoszczy leżące w Dzielnicy Wschodniej, stanowiące część tzw. Nowego Fordonu. Sąsiaduje z osiedlami: Przylesie, Bohaterów, Bajka oraz Sielskie.
Granice osiedla wyznaczają: od zachodu - ul. Kaliskiego, od północy - ul. Akademicka, od wschodu - ul. Brzechwy, a od południa - linia kolejowa wzdłuż ul. Fordońskiej.

## Historia i nazwa
Osiedle leży na terenie dawnej wsi Suczyn.  Gmina wiejska Suczyn została zniesiona w 1929 roku i przyłączona do terytorium miasta Fordon.
Tereny osiedla zostały przyłączone do Bydgoszczy w 1973 roku wraz z przyłączeniem miasteczka Fordon. Nazwa osiedla pochodzi od położenia na jego obszarze akademików oraz bezpośredniego sąsiedztwa Uniwersytetu Technologiczno-Przyrodniczego (dawnej Akademii Techniczno-Rolniczej).

## Ważniejsze obiekty
- służby zdrowia
  - NZOZ Poradnia Rehabilitacyjna - przy ul. Igrzyskowej
  - Fordońskie Centrum Stomatologiczne „Dens” - przy ul. Igrzyskowej
- komunikacyjne:
  - stacja kolejowa Bydgoszcz Politechnika

## Komunikacja
Południową granicę osiedla stanowi linia kolejowa nr 209 (Bydgoszcz Wschód-Kowalewo Pomorskie).
Autobusy:
- 65: Dworzec Leśne - Nad Wisłą/Łoskoń
- 83:Tatrzańskie - Czyżkówko
- 89: Błonie - Tatrzańskie